# 徳蔵寺 (茨城県城里町)
徳蔵寺（とくぞうじ）は、茨城県東茨城郡城里町にある真言宗智山派の寺院。

## 歴史
弘仁年間（810年 - 824年）、弘法大師空海によって開山された。その後、順調に寺運興隆していったが、笠間の正福寺とは犬猿の仲で、度々武力抗争が繰り広げられていた。正福寺は勢力が劣勢だったことから、宇都宮頼綱に援軍を依頼し、1205年（元久2年）に正福寺・宇都宮連合軍は当寺を攻め、廃寺に追いやった。ところが、その後正福寺と宇都宮氏は仲違いし、宇都宮氏は正福寺を攻め、結局両寺とも廃寺になってしまった。
1522年（大永2年）、空法によって再興された。また正福寺も再興されて現在に至っている。

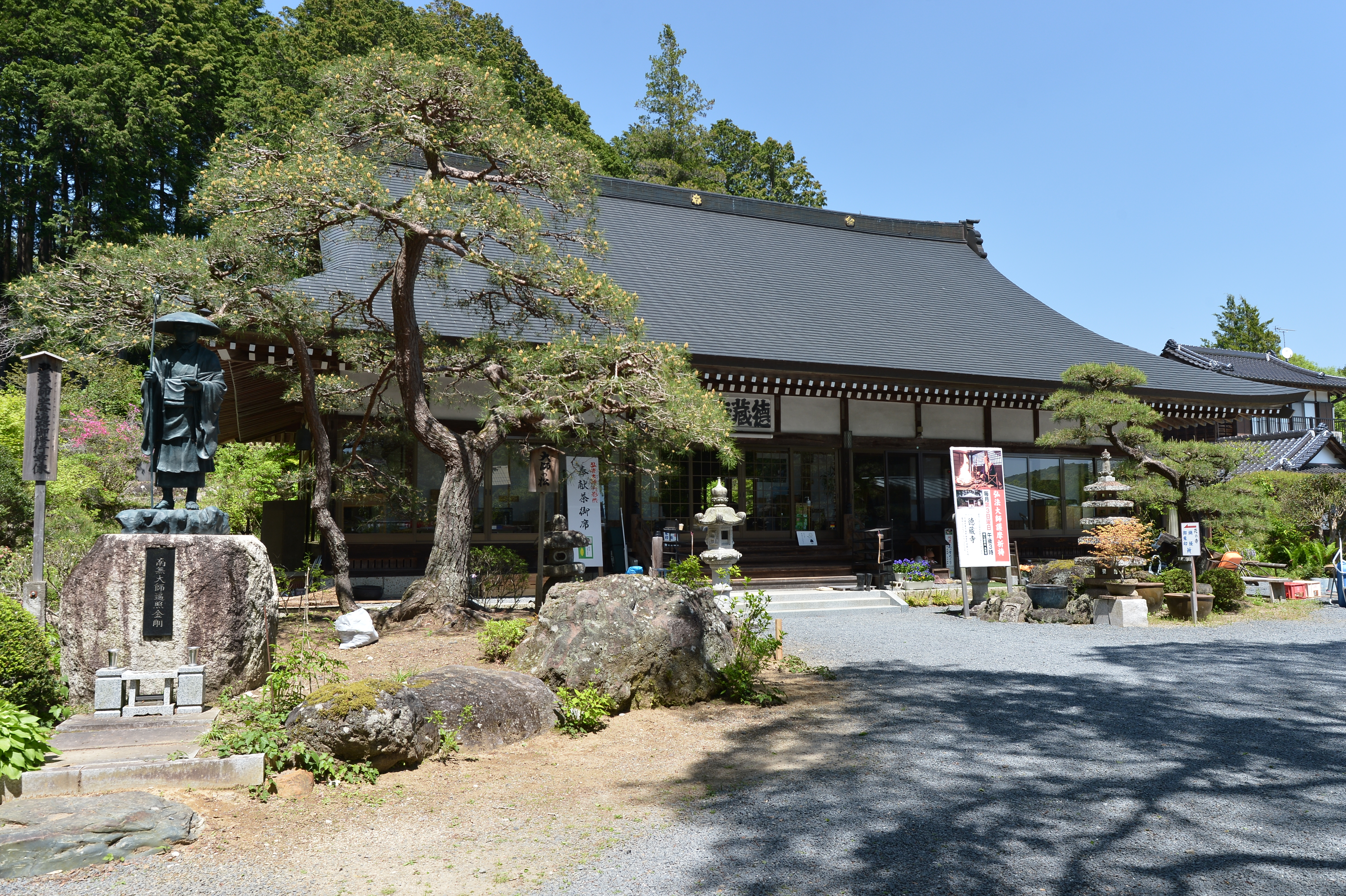
本堂
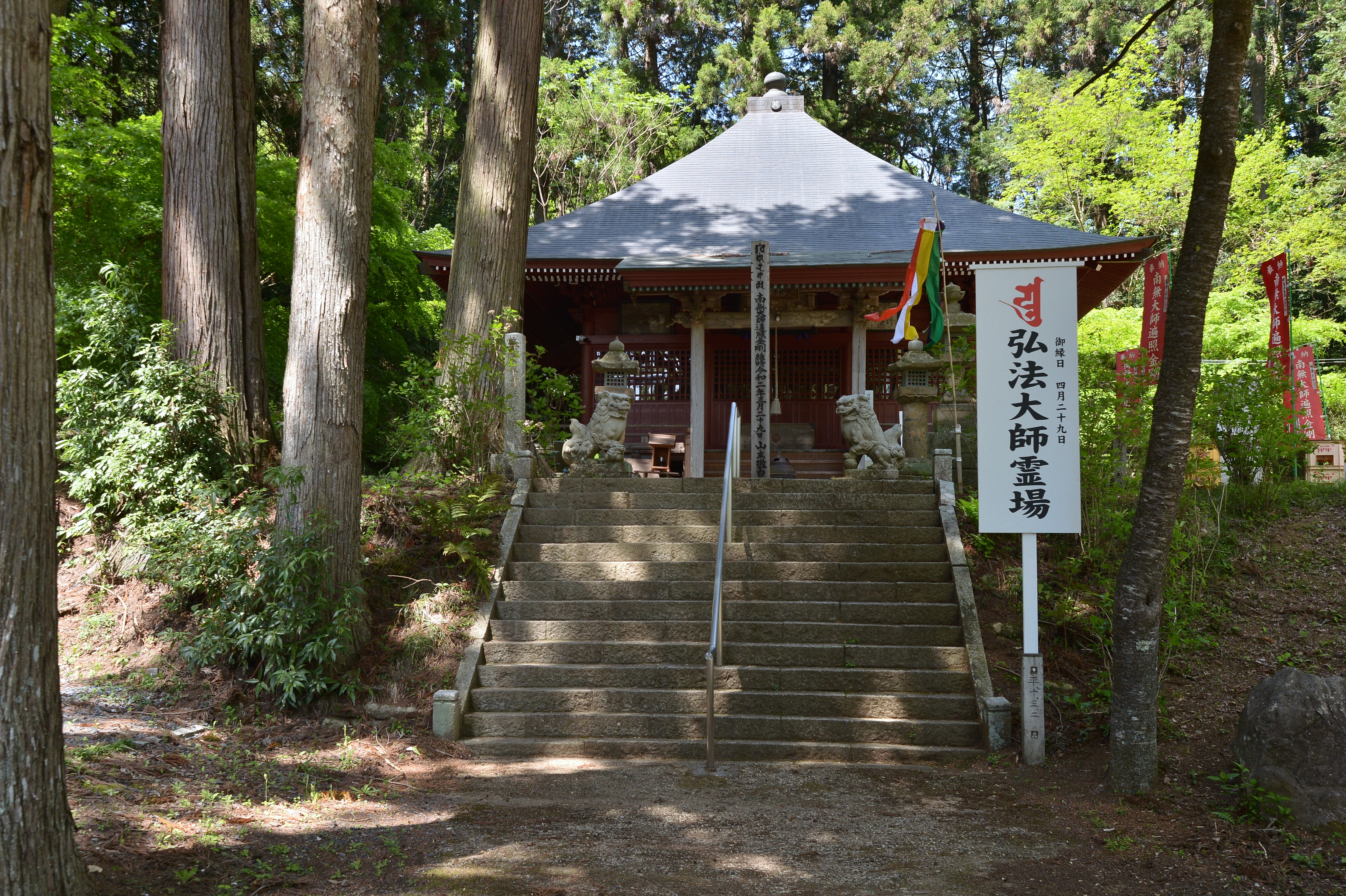
薬師堂
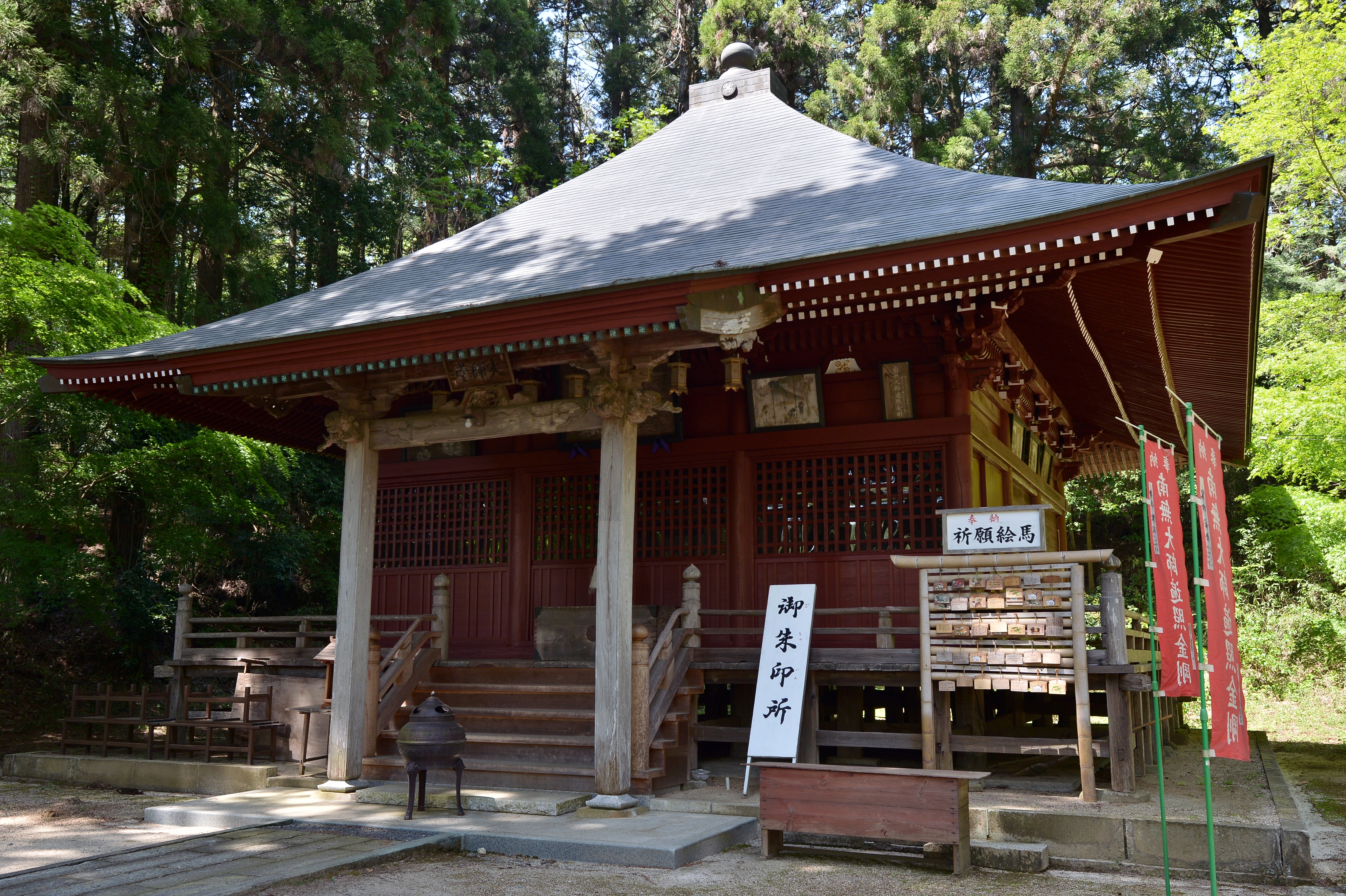
薬師堂（近影）
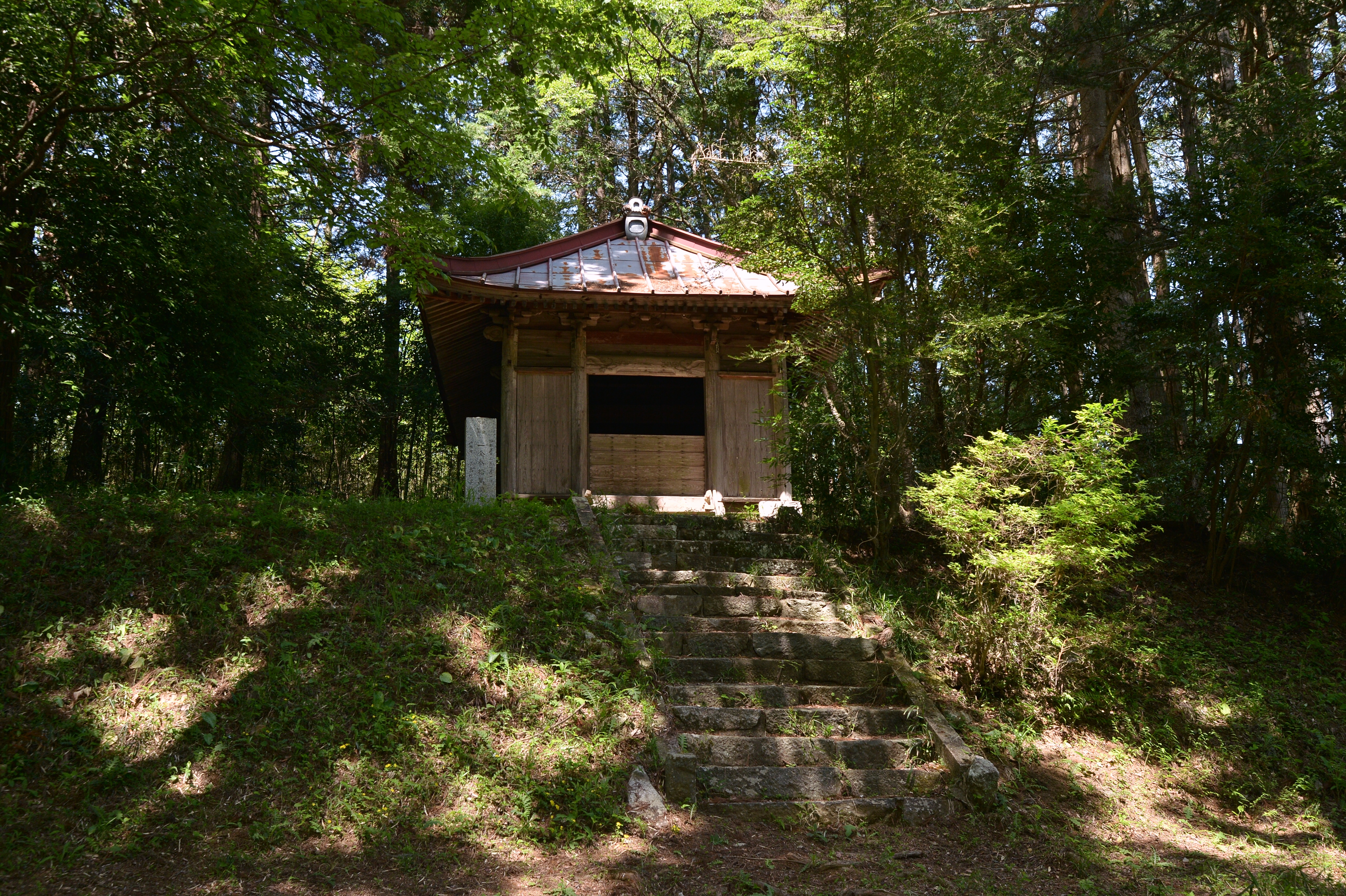
観音堂

## 文化財
- 木造弘法大師像（茨城県指定文化財 昭和37年2月26日指定）[2]
- 両界曼荼羅版木（茨城県指定文化財 昭和37年2月26日指定）[3]
- 礼盤（茨城県指定文化財 昭和37年2月26日指定）[4]
- 徳蔵寺の駕籠（城里町指定文化財 昭和58年3月31日指定）[5]
- 大師堂（城里町指定文化財 平成元年3月15日指定）[6]

## 交通アクセス
- 路線バス徳蔵局前停留所より徒歩9分。